# Sportverein Eintracht Trier 05 1997-1998
Questa voce raccoglie le informazioni riguardanti lo Sportverein Eintracht Trier 05 nelle competizioni ufficiali della stagione 1997-1998.

## Stagione
Nella stagione 1997-1998 l'Eintracht Trier, allenato da Karl-Heinz Emig, concluse il campionato di Regionalliga ovest-sudovest al 5º posto. In Coppa di Germania l'Eintracht Trier fu eliminato in semifinale dal Duisburg.

## Rosa
| N. |                     | Ruolo | Calciatore         |
| -- | ------------------- | ----- | ------------------ |
| 1  | Germania (bandiera) | P     | Daniel Ischdonat   |
| 4  | Germania (bandiera) | D     | Sven Teichmann     |
| 5  | Serbia (bandiera)   | D     | Vito Milošević     |
| 8  | Germania (bandiera) | C     | Dirk Fengler       |
| 10 | Germania (bandiera) | C     | Rudi Thömmes       |
| 11 | Serbia (bandiera)   | A     | Ermin Melunovic    |
| 15 | Germania (bandiera) | D     | Ingo Berens        |
| 16 | Germania (bandiera) | C     | Werner Heinzen     |
|    | Germania (bandiera) | P     | Frank Thieltges    |
|    | Germania (bandiera) | D     | Christian Albrecht |
|    | Germania (bandiera) | D     | Frank Buschmann    |
|    | Germania (bandiera) | D     | Jakob Guhn         |
|    | Germania (bandiera) | D     | Michael Reichert   |

| N. |                      | Ruolo | Calciatore          |
| -- | -------------------- | ----- | ------------------- |
|    | Germania (bandiera)  | D     | Erik Schröder       |
|    | Romania (bandiera)   | D     | Antal Weiszenbacher |
|    | Marocco (bandiera)   | C     | Abdelaziz Bennij    |
|    | Germania (bandiera)  | C     | Ralf Falkenmayer    |
|    | Rep. Ceca (bandiera) | C     | Rudolf Muchka       |
|    | Germania (bandiera)  | C     | Thomas Richter      |
|    | Germania (bandiera)  | C     | Peter Seufert       |
|    | Russia (bandiera)    | C     | Mikhail Smirnov     |
|    | Polonia (bandiera)   | A     | Marek Czakon        |
|    | Germania (bandiera)  | A     | René Deffke         |
|    | Albania (bandiera)   | A     | Astrit Ramadani     |
|    | Germania (bandiera)  | A     | Egbert Zimmermann   |

## Organigramma societario
Area tecnica
- Allenatore: Karl-Heinz Emig
- Allenatore in seconda:
- Preparatore dei portieri:
- Preparatori atletici:
- Analisi video:

## Calciomercato

### Sessione estiva
| Acquisti | Acquisti          | Acquisti          | Acquisti |
| R.       | Nome              | da                | Modalità |
| -------- | ----------------- | ----------------- | -------- |
| A        | René Deffke       | LR Ahlen          |          |
| C        | Dirk Fengler      | Verl              |          |
| C        | Werner Heinzen    | Salmrohr          |          |
| C        | Rudolf Muchka     | Salmrohr          |          |
| A        | Astrit Ramadani   | Salmrohr          |          |
| C        | Thomas Richter    | Waldhof Mannheim  |          |
| C        | Mikhail Smirnov   | Kickers Stoccarda |          |
| P        | Frank Thieltges   | SV Wittlich       |          |
| C        | Rudi Thömmes      | Salmrohr          |          |
| A        | Egbert Zimmermann | Avenir Beggen     |          |

| Cessioni | Cessioni        | Cessioni         | Cessioni |
| R.       | Nome            | a                | Modalità |
| -------- | --------------- | ---------------- | -------- |
| A        | Dénes Eszenyi   | Újpest           |          |
| P        | Stephan Straub  | Waldhof Mannheim |          |
| C        | Niki Wagner     | Salmrohr         |          |
| A        | Stefan Wagner   | SV Prüm          |          |
| C        | Patrick Zöllner | SV Prüm          |          |

### Sessione invernale
| Acquisti | Acquisti | Acquisti | Acquisti |
| R.       | Nome     | da       | Modalità |
| -------- | -------- | -------- | -------- |

| Cessioni | Cessioni        | Cessioni   | Cessioni |
| R.       | Nome            | a          | Modalità |
| -------- | --------------- | ---------- | -------- |
| C        | Patrick Ortlieb | Magdeburgo |          |

## Risultati

### Regionalliga ovest-sudovest

#### Girone di andata
| Arbitro: | Schäfer |

|                                   |           |  |
| Czakon 6’ Muchka 51’ Ramadani 86’ | Marcatori |  |

| Arbitro: | Thiemer |

|  |           |                   |
|  | Marcatori | 56’ Weiszenbacher |

| Treviri 21 agosto 1997, ore 18:30 CEST 3ª giornata | Eintracht Treviri | 0 – 0 referto | Kaiserslautern II | Moselstadion (3 800 spett.)\| Arbitro: \| Insam \| |
| Arbitro:                                           | Insam             |               |                   |                                                    |

| Arbitro: | Kortholt |

|            |           |                             |
| Goulet 85’ | Marcatori | 77’, 78’ Czakon 81’ Thömmes |

| Arbitro: | Buchkremer |

|                                |           |          |
| Melunovic 64’, 84’ Fengler 77’ | Marcatori | 28’ Haan |

| Verl 7 settembre 1997, ore 15:00 CEST 6ª giornata | Verl   | 0 – 0 referto | Eintracht Treviri | Stadion an der Poststraße (1 200 spett.)\| Arbitro: \| Hecker \| |
| Arbitro:                                          | Hecker |               |                   |                                                                  |

| Arbitro: | Webers |

|                   |           |            |
| Weiszenbacher 56’ | Marcatori | 15’ Gockel |

| Arbitro: | Scheppe |

|          |           |                        |
| Eibl 15’ | Marcatori | 16’ Thömmes 62’ Czakon |

| Arbitro: | Werthmann |

|             |           |                        |
| Podszus 13’ | Marcatori | 59’ Thömmes 83’ Czakon |

| Arbitro: | Weiss |

|                                        |           |          |
| Thömmes 22’ Czakon 36’, 90’ Bennij 77’ | Marcatori | 81’ Leib |

| Arbitro: | Werthmann |

|                                              |           |                   |
| Diouf 6’ Diane 16’ Eichmann 18’ Knobloch 32’ | Marcatori | 41’ Weiszenbacher |

| Arbitro: | Buchkremer |

|                                                           |           |                                       |
| Thömmes 32’ Weiszenbacher 35’ Milošević 39’ Melunovic 61’ | Marcatori | 11’ Heeren 17’ Vanderbroeck 33’ Krohm |

| Arbitro: | Thiemer |

|                   |           |            |
| Jonjić 42’ (rig.) | Marcatori | 32’ Czakon |

| Arbitro: | Gruse |

|            |           |  |
| Thömmes 4’ | Marcatori |  |

| Arbitro: | Hecker |

|           |           |            |
| Bonan 75’ | Marcatori | 57’ Czakon |

| Arbitro: | Sahler |

|  |           |            |
|  | Marcatori | 80’ Hubner |

| Arbitro: | Gettke |

|            |           |             |
| Wagner 90’ | Marcatori | 48’ Thömmes |

#### Girone di ritorno
| Arbitro: | Krug |

|             |           |            |
| Weiland 35’ | Marcatori | 70’ Bennij |

| Arbitro: | Kortholt |

|                   |           |                             |
| Czakon 66’ (rig.) | Marcatori | 13’ Choji 84’ (rig.) Zibert |

| Arbitro: | Kuhl |

|                                  |           |            |
| Ballack 24’ Riedl 75’ Junior 90’ | Marcatori | 40’ Bennij |

| Arbitro: | Neis |

|                                      |           |  |
| Thömmes 59’ Melunovic 77’ Muchka 90’ | Marcatori |  |

| Arbitro: | Engler |

|  |           |                                                                 |
|  | Marcatori | 11’, 15’ Thömmes 26’ Czakon 67’ Heinzen 81’ Ramadani 85’ Muchka |

| Arbitro: | Haupt |

|                   |           |                    |
| Weiszenbacher 43’ | Marcatori | 80’ (rig.) Schmidt |

| Arbitro: | Thiemer |

|                          |           |  |
| Becker 59’ Antwerpen 68’ | Marcatori |  |

| Treviri 14 marzo 1998, ore 15:30 CET 25ª giornata | Eintracht Treviri | 0 – 0 referto | Bonner | Moselstadion (2 110 spett.)\| Arbitro: \| Diergarten \| |
| Arbitro:                                          | Diergarten        |               |        |                                                         |

| Arbitro: | Gerber |

|                                           |           |  |
| Ramadani 18’, 20’ Fengler 48’ Thömmes 61’ | Marcatori |  |

| Arbitro: | Werthmann |

|                       |           |                          |
| Klein 40’ Margref 89’ | Marcatori | 67’ Ramadani 87’ Thömmes |

| Arbitro: | Aust |

|                                       |           |             |
| Melunovic 9’, 25’ Ramadani 89’ (rig.) | Marcatori | 48’ Mouyémé |

| Arbitro: | Margenberg |

|                |           |               |
| Lämmermann 12’ | Marcatori | 14’ Melunovic |

| Arbitro: | Weber |

|               |           |  |
| Melunovic 82’ | Marcatori |  |

| Arbitro: | Plettenberg |

|                                                     |           |  |
| Mrugalla 2’ Gerov 20’, 89’ Maaß 68’ (rig.) Enge 87’ | Marcatori |  |

| Treviri 30 aprile 1998, ore 20:00 CEST 32ª giornata | Eintracht Treviri | 0 – 0 referto | LR Ahlen | Moselstadion (1 674 spett.)\| Arbitro: \| Gruse \| |
| Arbitro:                                            | Gruse             |               |          |                                                    |

| Arbitro: | Orde |

|                                    |           |                          |
| Strate 35’ Ersoy 43’ Riechmann 77’ | Marcatori | 5’ Thömmes 10’ Melunovic |

| Arbitro: | Gettke |

|                     |           |                      |
| Deffke 44’ Guhn 90’ | Marcatori | 78’, 83’, 90’ Wagner |

### Coppa di Germania
| Arbitro: | Margenberg |

|                        |           |                 |
| Heinzen 43’ Bennij 83’ | Marcatori | 80’ Oberleitner |

| Arbitro: | Lange |

|             |           |  |
| Thömmes 76’ | Marcatori |  |

| Arbitro: | Fröhlich |

|                               |           |            |
| Thömmes 37’ Czakon 50’ (rig.) | Marcatori | 53’ Kohler |

| Arbitro: | Kemmling |

|             |           |  |
| Fengler 48’ | Marcatori |  |

| Arbitro: | Albrecht |

|                                                                                               |                       |                                                                                       |
| Fengler 89’                                                                                   | Marcatori             | 51’ Zeyer                                                                             |
| Fengler Muchka Smirnov Richter Milošević Bennij Teichmann Heinzen Thömmes Melunovic Ischdonat | Tiri di rigore 9 – 10 | Zeyer Popovici Neun Skoog Wohlert Wolters Komljenović Hirsch Puschmann Emmerling Gill |

## Statistiche

### Statistiche di squadra
| Competizione                | Punti | In casa | In casa | In casa | In casa | In casa | In casa | In trasferta | In trasferta | In trasferta | In trasferta | In trasferta | In trasferta | Totale | Totale | Totale | Totale | Totale | Totale | DR  |
| Competizione                | Punti | G       | V       | N       | P       | Gf      | Gs      | G            | V            | N            | P            | Gf           | Gs           | G      | V      | N      | P      | Gf     | Gs     | DR  |
| --------------------------- | ----- | ------- | ------- | ------- | ------- | ------- | ------- | ------------ | ------------ | ------------ | ------------ | ------------ | ------------ | ------ | ------ | ------ | ------ | ------ | ------ | --- |
| Regionalliga ovest-sudovest | 54    | 17      | 9       | 5       | 3       | 31      | 14      | 17           | 5            | 7            | 5            | 25           | 27           | 34     | 14     | 12     | 8      | 56     | 41     | +15 |
| Coppa di Germania           | -     | 5       | 4       | 1       | 0       | 7       | 3       | 0            | 0            | 0            | 0            | 0            | 0            | 5      | 4      | 1      | 0      | 7      | 3      | +4  |
| Totale                      | 54    | 22      | 13      | 6       | 3       | 38      | 17      | 17           | 5            | 7            | 5            | 25           | 27           | 39     | 18     | 13     | 8      | 63     | 44     | +19 |

### Andamento in campionato
| Giornata  | 1 | 2 | 3 | 4 | 5 | 6 | 7 | 8 | 9 | 10 | 11 | 12 | 13 | 14 | 15 | 16 | 17 | 18 | 19 | 20 | 21 | 22 | 23 | 24 | 25 | 26 | 27 | 28 | 29 | 30 | 31 | 32 | 33 | 34 |
| --------- | - | - | - | - | - | - | - | - | - | -- | -- | -- | -- | -- | -- | -- | -- | -- | -- | -- | -- | -- | -- | -- | -- | -- | -- | -- | -- | -- | -- | -- | -- | -- |
| Luogo     | C | T | C | T | C | T | C | T | T | C  | T  | C  | T  | C  | T  | C  | T  | T  | C  | T  | C  | T  | C  | T  | C  | C  | T  | C  | T  | C  | T  | C  | T  | C  |
| Risultato | V | V | N | V | V | N | N | V | V | V  | P  | V  | N  | V  | N  | P  | N  | N  | P  | P  | V  | V  | N  | P  | N  | V  | N  | V  | N  | V  | P  | N  | P  | P  |
| Posizione | 1 | 2 | 2 | 2 | 1 | 1 | 2 | 1 | 1 | 1  | 1  | 1  | 2  | 2  | 3  | 3  | 3  | 3  | 4  | 5  | 4  | 4  | 4  | 6  | 5  | 4  | 5  | 4  | 4  | 5  | 5  | 5  | 5  | 5  |

Legenda:

Luogo: C = Casa; T = Trasferta. Risultato: V = Vittoria; N = Pareggio; P = Sconfitta.

### Statistiche dei giocatori
| Giocatore        | Regionalliga West/Südwest (1994-2000) | Regionalliga West/Südwest (1994-2000) | Regionalliga West/Südwest (1994-2000) | Regionalliga West/Südwest (1994-2000) | Coppa di Germania | Coppa di Germania | Coppa di Germania | Coppa di Germania | Totale   | Totale | Totale      | Totale     |
| Giocatore        | Presenze                              | Reti                                  | Ammonizioni                           | Espulsioni                            | Presenze          | Reti              | Ammonizioni       | Espulsioni        | Presenze | Reti   | Ammonizioni | Espulsioni |
| ---------------- | ------------------------------------- | ------------------------------------- | ------------------------------------- | ------------------------------------- | ----------------- | ----------------- | ----------------- | ----------------- | -------- | ------ | ----------- | ---------- |
| C. Albrecht      | 0                                     | 0                                     | 0                                     | 0                                     | 0                 | 0                 | 0                 | 0                 | 0        | 0      | 0           | 0          |
| A. Bennij        | 27                                    | 3                                     | 11                                    | 0                                     | 4                 | 1                 | 0                 | 0                 | 31       | 4      | 11          | 0          |
| I. Berens        | 14                                    | 0                                     | 2                                     | 1                                     | 2                 | 0                 | 1                 | 0                 | 16       | 0      | 3           | 1          |
| F. Buschmann     | 7                                     | 0                                     | 0                                     | 0                                     | 0                 | 0                 | 0                 | 0                 | 7        | 0      | 0           | 0          |
| M. Czakon        | 26                                    | 11                                    | 5                                     | 0                                     | 5                 | 1                 | 0                 | 0                 | 31       | 12     | 5           | 0          |
| R. Deffke        | 17                                    | 1                                     | 1                                     | 0                                     | 1                 | 0                 | 0                 | 0                 | 18       | 1      | 1           | 0          |
| R. Falkenmayer   | 0                                     | 0                                     | 0                                     | 0                                     | 0                 | 0                 | 0                 | 0                 | 0        | 0      | 0           | 0          |
| D. Fengler       | 33                                    | 2                                     | 11                                    | 1                                     | 5                 | 2                 | 0                 | 0                 | 38       | 4      | 11          | 1          |
| J. Guhn          | 8                                     | 1                                     | 0                                     | 0                                     | 0                 | 0                 | 0                 | 0                 | 8        | 1      | 0           | 0          |
| W. Heinzen       | 31                                    | 1                                     | 6                                     | 0                                     | 5                 | 1                 | 1                 | 0                 | 36       | 2      | 7           | 0          |
| D. Ischdonat     | 33                                    | 0                                     | 2                                     | 0                                     | 5                 | 0                 | 0                 | 0                 | 38       | 0      | 2           | 0          |
| E. Melunovic     | 32                                    | 9                                     | 6                                     | 1                                     | 5                 | 0                 | 2                 | 0                 | 37       | 9      | 8           | 1          |
| V. Milošević     | 34                                    | 1                                     | 7                                     | 1                                     | 5                 | 0                 | 1                 | 0                 | 39       | 1      | 8           | 1          |
| R. Muchka        | 28                                    | 3                                     | 4                                     | 0                                     | 5                 | 0                 | 0                 | 0                 | 33       | 3      | 4           | 0          |
| A. Ramadani      | 12                                    | 6                                     | 1                                     | 0                                     | 0                 | 0                 | 0                 | 0                 | 12       | 6      | 1           | 0          |
| M. Reichert      | 1                                     | 0                                     | 0                                     | 0                                     | 0                 | 0                 | 0                 | 0                 | 1        | 0      | 0           | 0          |
| T. Richter       | 16                                    | 0                                     | 6                                     | 0                                     | 3                 | 0                 | 0                 | 0                 | 19       | 0      | 6           | 0          |
| E. Schröder      | 10                                    | 0                                     | 2                                     | 0                                     | 1                 | 0                 | 0                 | 0                 | 11       | 0      | 2           | 0          |
| P. Seufert       | 34                                    | 0                                     | 9                                     | 1                                     | 5                 | 0                 | 2                 | 0                 | 39       | 0      | 11          | 1          |
| M. Smirnov       | 7                                     | 0                                     | 2                                     | 1                                     | 2                 | 0                 | 0                 | 0                 | 9        | 0      | 2           | 1          |
| S. Teichmann     | 32                                    | 0                                     | 12                                    | 0                                     | 5                 | 0                 | 3                 | 0                 | 37       | 0      | 15          | 0          |
| F. Thieltges     | 1                                     | 0                                     | 0                                     | 0                                     | 0                 | 0                 | 0                 | 0                 | 1        | 0      | 0           | 0          |
| R. Thömmes       | 34                                    | 13                                    | 0                                     | 0                                     | 5                 | 2                 | 0                 | 0                 | 39       | 15     | 0           | 0          |
| A. Weiszenbacher | 27                                    | 5                                     | 4                                     | 1                                     | 4                 | 0                 | 1                 | 0                 | 31       | 5      | 5           | 1          |
| E. Zimmermann    | 0                                     | 0                                     | 0                                     | 0                                     | 0                 | 0                 | 0                 | 0                 | 0        | 0      | 0           | 0          |